# Valaisia Brass Band
Le Valaisia Brass Band est un brass band suisse, basé à Chermignon (Valais). L'ensemble a été fondé en 2008 et est dirigé depuis sa fondation par Arsène Duc.
Le Valaisia Brass Band dispose déjà d'un riche palmarès. Après un premier titre décroché en 2009, il remporte le titre de champion suisse au Concours suisse des Brass Band six années consécutives (2015, 2016, 2017, 2018, 2019 et 2021). En 2017, le Valaisia remporte le British Open Brass Band Championship et entre dans l'histoire comme étant le premier ensemble du continent (et le troisième ensemble non britannique après deux ensembles néo-zélandais en 1924 et 1953) à remporter ce concours prestigieux en 165 ans d'histoire dominée par les ensembles anglais et gallois. Finalement, en 2018, le Valaisia remporte le Championnat européen de brass band à Utrecht (Pays-Bas).
En décembre 2018, il occupe la deuxième place du classement mondial des meilleurs brass bands élaboré par la revue spécialisée 4barsrest.

## Palmarès
| Année | Rang     |
| ----- | -------- |
| 2008  | 8e       |
| 2009  | Champion |
| 2010  | 7e       |
| 2011  | 2e       |
| 2012  | 8e       |
| 2013  | 2e       |
| 2014  | 2e       |
| 2015  | Champion |
| 2016  | Champion |
| 2017  | Champion |
| 2018  | Champion |
| 2019  | Champion |
| 2020  | COVID    |
| 2021  | Champion |
| 2022  | 3e       |
| 2023  | 3e       |
| 2024  | Champion |

### Swiss Open Contest
- Swiss Open Champion 2013
- Vice-champion 2012 et 2014
- 3ème 2015 et 2021
- Swiss Open Champion 2024[6]

### European Brass Band Championship (EBBC)
- European Champion 2018 - Utrecht (NL)
- Vice-champion 2017 et 2022 - Ostende (BE) et Birmingham (GB)
- 3ème 2016 - Lille (FR)
- 6ème 2010 et 2018 - Linz (AT) et Montreux (CH)

### British Open Brass Band Championship - Birmingham (GB)
- British Open Champion 2017
- Vice-champion 2018 et 2023
- 12ème 2019